# Chiesa di San Pietro (Trapani)
La chiesa di San Pietro, titolo completo chiesa arcipretale insigne collegiata di San Pietro, è un luogo di culto cattolico ubicato in via Serraglio San Pietro, nel quartiere omonimo di Trapani.
La particolarità della struttura è che è a cinque navate.

## Storia

### Epoca paleocristiana
La tradizione orale vuole che sia stato il primo luogo di culto cristiano edificato a Trapani, su un preesistente tempio pagano dopo il passaggio dell'apostolo San Pietro, nell'ambito dei primi processi di cristianizzazione da evangelizzazione.
Il primitivo sacro recinto nel corso dei secoli è stato oggetto di numerosi interventi di riconversione e riedificazioni di strutture sempre più grandiose, col fine di rispondere alle crescenti pratiche di culto. Nell'alternanza delle varie dominazioni numerose sono state le attestazioni, le opere di regnanti, sovrani, imperatori, e gli avvicendamenti di titolati architetti.

### Epoca normanna
Una prima riedificazione e conseguente ampliamento è documentato per opera del conte Ruggero I di Sicilia nel 1076, per l'evento alla chiesa fu concessa la dignità arcipretale insigne collegiata.

### Epoca aragonese - spagnola
Nel XIII secolo, per la fedeltà dimostrata dalla popolazione durante le vicende dei Vespri siciliani, Pietro III d'Aragona effettuò nel tempio il giuramento di mantenere i privilegi della città.
Nel 1535, reduce dalla trionfale campagna di Tunisi, l'imperatore Carlo V d'Asburgo nel corso di una solenne cerimonia fra le sue mura, offrì in dono un raffinato stendardo sottratto alle armate turco-ottomane.

### Epoca savoiardo-borbonica
Salito al trono di Sicilia il re di Sardegna, Vittorio Amedeo II di Savoia, il sovrano intervenne nella chiesa di San Pietro nel periodo immediatamente a ridosso l'incoronazione svolta a Palermo: arco temporale della permanenza nel Regno di Sicilia compreso tra il 23 ottobre 1713 e il 7 settembre 1714.
La chiesa fu solennemente consacrata il 29 ottobre del 1726, dal trapanese monsignor Giuseppe Barlotta Ferro dei principi di San Giuseppe, abate di Santa Maria de Parco di Altofonte e vescovo titolare della diocesi di Telepte.
Ricostruita nel XVIII secolo dal teologo e architetto Giovanni Biagio Amico e completata nel 1775, la chiesa presenta un impianto basilicale a cinque navate, e risulta essere unica nel suo genere a Trapani.
Ferdinando III e poi I delle Due Sicilie, nell'anno 1801, in questa chiesa ricevette la benedizione del Santissimo. A seguire, a partire dal soggiorno riparatore della corte borbonica presso il Palazzo Reale a Palermo, furono accolti nel tempio Francesco I e Ferdinando II.
Dal XVII secolo al 1844 si susseguirono numerose petizioni per la (ri)costituzione della sede vescovile Drepanensis. In effetti già in epoca aragonese (1496) erano state rivolte suppliche al sovrano e al pontefice affinché provvedessero alla agognata concessione. Istituzione ostacolata dalla diocesi di Mazara del Vallo, maldisposta a cedere parte del territorio sottoposto alla sua giurisdizione ecclesiale, nonché dalle limitate risorse finanziarie a sostenere la nascente istituzione. Fu scartata l'idea di una concattedra da istituirsi presso la protobasilica di San Nicola.
Nel 1844 re Ferdinando II rimosse le cause ostative, pertanto Trapani fu elevata a sede vescovile con la costituzione della diocesi da parte di papa Gregorio XVI, riconosciuta con bolla Ut animarum Pastores, il tempio di San Lorenzo fu elevato al rango di cattedrale ponendo fine all'annosa contesa con la collegiata di San Pietro Apostolo e la protobasilica di San Niccolò.

### Epoca contemporanea
La chiesa fu danneggiata durante la seconda guerra mondiale a causa dei bombardamenti che colpirono Trapani. Altri danni subì la struttura per il terremoto del Belice del 1968. Rimase chiusa per anni per essere riaperta al culto negli anni '90. 
Nel 2003 conclusi gli interventi di restauro. Nel 2014 dopo il ripristino è tornata al suo posto la campana di bronzo, del peso di 4 mila chili e nel 2021 vi è stato un intervento di riqualifica dell'illuminazione della cupola e recuperato il basolato del sagrato.

## Esterno
Il tempio presenta la facciata rivolta ad occidente con torre campanaria affiancata sul lato sinistro, absidi ad oriente. Il prospetto principale offre tre varchi d'accesso. Una quarta porta si apre a meridione con portalino sormontato da timpano ad arco spezzato, e la quinta rivolta a settentrione.
Il portale centrale, delimitato da colonne ioniche con capitelli corinzi, reca un architrave sormontato da timpano spezzato con edicola e nicchia intermedia, all'interno di quest'ultima è custodita la statua raffigurante una Madonna con Bambino altrimenti nota come Madonna del Cardello. Nello scanello i rilievi dell'Annunciazione, la scultura di scuola gaginiana era collocata sul terzo altare di destra. Sotto il piedistallo lo stemma recante il Triregno e le Chiavi di San Pietro.
Sulla crociera si erge la cupola con nervature di tufo, alcuni dei cupolini delle navate esterne conservano parte del rivestimento settecentesco realizzato con scaglie di ceramica giallo-verde.

## Interno
Interno con impianto basilicale ripartito in cinque navate suddivise da 14 colonne e altrettanti pilastri esterni. Il primitivo tetto ligneo con gli interventi del 1786 fu sostituito da volta in muratura che al presente è decorata da riquadri affrescati. Cantoria addossata alla controfacciata sostenuta da coppia di colonne. Ambiente totalmente occupato da organo, costruito dal palermitano Francesco La Grassa tra il 1836 e il 1847. Nelle nicchie che delimitano il portale centrale, ospitano le statue raffiguranti San Pietro e San Paolo.

### Navata destra
- Prima campata: Cappella Battistero. Fonte battesimale. Altorilievo ligneo raffigurante Battesimo di Gesù.
- Seconda campata:
- Terza campata: varco d'uscita meridionale.
- Quarta campata:
- Quinta campata:

### Navata sinistra
- Prima campata: ambienti destinati ad archivio.
- Seconda campata:
- Terza campata: varco d'uscita settentrionale.
- Quarta campata:
  - Pulpito ligneo.
- Quinta campata: Cappella del Santissimo Crocifisso. Su reliquiario è collocato il Crocifisso, attribuito a Giuseppe Milanti, tra le statue della Vergine Maria e Giovanni l'evangelista. Ambiente sotto il patrocinio Palmeggiano.

### Transetto
- Braccio destro: Cappella di San Pietro. Ambiente con statua raffigurante San Pietro sedente in cattedra con abiti pontificali, statua lignea opera di Mario Ciotta, grande baldacchino ligneo.
- Braccio sinistro: Cappella di San Paolo. Ambiente con statua raffigurante San Paolo. Dipinto raffigurante San Paolo del 1617, opera di Andrea Carrera.[5]

### Absidiole
- Absidiola destra: Cappella del Santissimo Sacramento. Ambiente con Crocifisso. Prezioso paliotto e busti incastonati negli oculi del dossale.
- Absidiola sinistra: Cappella della Madonna di Trapani. Statua raffigurante la Madonna di Trapani collocata sotto un baldacchino, sostenuto da otto colonne disposte ad emiciclo, manufatto improntato al medesimo apparato presente nel basilica santuario di Maria Santissima Annunziata. Ambienti storicamente concessi alla corporazione dei Mugnai. Grandi quadroni laterali.

### Abside
Il presbiterio sopraelevato è caratterizzato da un monumentale altare versus absidem e coro di ventisei stalli per il collegio dei canonici.
Il dossale è costituito da coppie di colonne sormontate da capitelli corinzi, la coppia interna aggettante. I fusti sostengono un architrave sormontato da timpano spezzato. L'edicola custodisce il dipinto Trasfigurazione, opera di Andrea Carrera, giunta nel tempio nel 1679.
Nella calotta absidale campeggia una grande raggiera e manufatto in stucco. Sulle pareti laterali i dipinti raffiguranti l'Adorazione dei Magi e l'Adorazione dei Pastori, olio su tela.

## Organo a canne

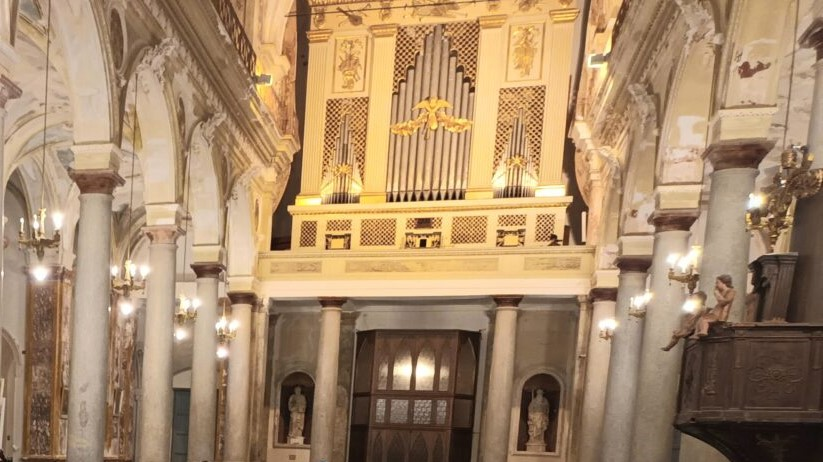
L'organo monumentale

L'organo di San Pietro è definito il secondo organo a canne più imponente al mondo ed unico nel suo genere, arrivando a riprodurre gli effetti sonori di quasi tutti gli strumenti musicali, ritenendo sia in grado di riprodurre persino la voce umana. Composto da tre organi e sette tastiere di circa 5 000 canne di varia altezza e spezzatura non tradizionale, riproduce il suono degli ottoni, dei piatti, delle trombe, dei corni, dell'oboe, dei sax e fagotti, dei violini e violoncelli, dei clarini, dei tamburi, del piffero e della cornamusa
L'organo è stato costruito tra il 1836 e il 1847 dal palermitano Francesco La Grassa, per essere danneggiato durante la seconda guerra mondiale a causa di un bombardamento.
Nel 1999 il restauro dell'organo viene affidato alla Ditta Inzoli Cavalier Pacifico dei Fratelli Bonizzi di Ombriano. Nel febbraio 2003 terminano i lavori di restaurazione e l'organo dopo 60 anni di inattività torna ad essere suonato, inaugurato da Luigi Celeghin (il collaudatore), Rudolf Kelber e l'ungherese Janos Sebestyen.

## Ambienti e opere documentate
- Cappella di San Donato Vescovo. Dipinto raffigurante Miracolo del Vescovo Donato, opera di Francesco Matera. Ambiente storicamente concesso alla Maestranza dei Fornari.
- Cappella di Sant'Andrea. Dipinto raffigurante Gesù che chiama Sant'Andrea all'apostolato, opera di Andrea Carrera.[2]
- Cappella di Santa Caterina d'Alessandria. Dipinto raffigurante il Martirio di Santa Caterina, opera di Francesco Matera. Ambiente storicamente patrocinato dai Mastri Funai.
- Cappella dell'Arcangelo Raffaele. Dipinto di grandi dimensioni raffigurante l'Arcangelo Raffaele, opera di Matteo Mauro.
- Cappella di Sant'Eligio Vescovo. Dipinto di grandi dimensioni raffigurante Eligio di Noyon, opera di Matteo Mauro. Ambiente storicamente concesso alle Maestranze dei Ferrari.
- Cappella di Sant'Alberto. Nicchia con statua di Alberto degli Abati confessore e carmelitano.
- Cappella di San Paolo. Dipinto raffigurante San Paolo, opera autografa "Marcellus Provenzanus fecit anno Domini 1616..." (Marcello Provenzano).
- Cappella dell'Immacolata Concezione. Dipinto raffigurante l'Immacolata Concezione, opera di Calcedonio Errante. Ambiente sotto il patronato della famiglia Adragna. Dipinto documentato Gesù, Maria e Giuseppe, opera di Giacomo Lo Verde.
- Cappella di San Nicasio Burgio, martire e cavaliere gerosolimitano (Nicasio Camuto de Burgio). Cappella e altare primitivi.
- Nicchia con cornice costituita da pannelli raffiguranti venti episodi religiosi.
- San Giuseppe con bambino, statua.
- Pietà, opera di Francesco Nolfo.
- Francesco da Paola, busto.
- San Giovanni Nepomuceno, quadro, opera del cavalier Giuseppe Errante.
- Via Crucis raffigurata in quattordici quadri.